# 夏尔-阿道夫·武尔茨
夏尔-阿道夫·武尔茨（法語：Charles Adolphe Wurtz，1817年11月26日—1884年5月10日），來自阿尔萨斯的法国化学家。最让人津津乐道的是他拥护原子理论和化合物的结构理论，而与持怀疑态度的化学家如马塞兰·贝特洛和亨利·圣克莱尔·德维尔长达几十年的论战。武尔茨在有机化学中最知名的成就就是武兹反应，由烷基卤化物与钠反应形成碳-碳键，以及乙胺、乙二醇和羟醛反应的发现。此外，武尔茨也是一位有影响的作家和教育家。

## 延伸阅读
- Tiffeneau, Marc. . Revue scientifique. 1921, 59: 576–584.
- Rocke, Alan J. . Cambridge, Massachusetts and London: MIT Press. 2001. ISBN 0-262-18204-1.
- Wall, Florence E. . Journal of Chemical Education. 1951, 28 (7): 355–358. doi:10.1021/ed028p355.
- Carneiro, A.; Pigeard N. . Annals of Science (ENGLAND). November 1997, 54 (6): 533–46. ISSN 0003-3790. PMID 11619774. doi:10.1080/00033799700200361.
- Carneiro, A. . Ambix (ENGLAND). July 1993, 40 (2): 75–95. ISSN 0002-6980. PMID 11609199. doi:10.1179/amb.1993.40.2.75.